# Lega Nazionale A 1956-1957 (hockey su ghiaccio)
La stagione 1956-1957 del campionato svizzero di hockey su ghiaccio ha visto campione l'EHC Arosa.

## Classifica Finale
|   | Classifica        | G  | V  | N | P  | GF  | GS | Dif | Pt |
| - | ----------------- | -- | -- | - | -- | --- | -- | --- | -- |
| 1 | Arosa             | 14 | 12 | 1 | 1  | 84  | 42 | +42 | 25 |
| 2 | Davos             | 14 | 12 | 0 | 2  | 106 | 41 | +65 | 24 |
| 3 | Ambrì-Piotta      | 14 | 6  | 3 | 5  | 70  | 60 | +10 | 15 |
| 4 | Young Sprinters   | 14 | 5  | 3 | 6  | 63  | 47 | +16 | 13 |
| 5 | ZSC Lions         | 14 | 5  | 3 | 6  | 50  | 60 | -10 | 13 |
| 6 | Basilea Sharks    | 14 | 5  | 1 | 8  | 52  | 81 | -29 | 11 |
| 7 | La Chaux-de-Fonds | 14 | 3  | 3 | 8  | 67  | 91 | -24 | 9  |
| 8 | GCK Lions         | 14 | 0  | 2 | 12 | 29  | 99 | -70 | 2  |

LEGENDA:

G=Giocate, V=Vinte, N=Pareggiate, P=Perse, GF=Gol Fatti, GS=Gol Subiti, Dif=Differenza Reti, Pt=Punti

## Spareggio (LNA-LNB)
Il Lausanne HC sconfigge i GCK Lions 11-3 e viene promosso in prima divisione.

## Classifica Marcatori
|    | Nome              | Squadra   | Gol |
| -- | ----------------- | --------- | --- |
| 1. | Hans-Martin Trepp | EHC Arosa | 34  |
| 2. | Stu Robertson     | HC Davos  | 32  |
| 3. | Walter Keller     | HC Davos  | 25  |